# 山上康弘
山上 康弘（やまがみ やすひろ 1972年8月20日 - ）は日本のプロレスラー。TEAM GAMILOCK代表。

## 来歴
- 1999年 西日本プロレス入門
- 2000年 総合格闘技部門デビュー
- 2000年 プロレス転向
- 2001年 ウエストジャパンプロレスリング
- 2001年 フリー（キャプチャー・華激・FTO・他）
- 2006年 ZERO1九州
- 2008年（ドラディション・ドラゴンゲート・全日本プロレス・他）
- 2006年　TEAM GAMILOCK代表（チャリティープロレス）
- 2011年　引退

## TV出演
2008年8月 2009年7月
- KKB：今宵のつまみにロックオン!レギュラー出演
- KTS：ぱじゃま倶楽部・ツキイチ・デルフォイの神託・他

## 映画出演
- 半次郎（2010年）